# Pleuroncodes
Genre
Pleuroncodes est un genre de crustacés décapodes de la famille des Munididae (ou des Galatheidae selon certaines classifications).

## Liste des espèces
- Pleuroncodes monodon (H Milne Edwards, 1837)
- Pleuroncodes planipes Stimpson, 1860 - galathée pélagique